# Якубович Петро Пилипович
Петро Пилипович Якубович (22 жовтня (3 листопада) 1860, Валдайський повіт, Новгородська губернія — 17 березня (30 березня) 1911, Виборзький район (Санкт-Петербург) — революціонер-народоволець, письменник (поет і перекладач), за висловом Михайла Ольминського «могіканин російського народництва».

## Біографія
У 1870 році вступив в Новгородську гімназію. Закінчивши гімназію в 1878 році вступив на історико-філологічний факультет Імператорського Санкт-Петербурзького університету, який закінчив з відзнакою в 1882 році зі ступенем кандидата.
З 1878 року співпрацював в журналах «Дело», «Слово», «Вітчизняні записки». У 1882 році вступив в петербурзьку організацію «Народної волі», з 1883 року був одним з лідерів руху народовольців.
Арештований в Санкт-Петербурзі 15 (27) листопада 1884 року і поміщений у в'язницю Трубецького бастіону Петропавловської фортеці, де пробув близько 3-х років. Петербурзьким військовим судом по процесу 21-го (справа Лопатина, Салова, Конашевича) 5 (17) червня 1887 засуджений до смертної кари. Через три тижні вирок замінили на 18 років каторги. Відбував на карійській каторзі, куди прибув 20 лютого (3 березня) 1888 року. З 1890 року в Акатуйській каторжній в'язниці, був міходуєм в кузні, потім працював в рудниках, молотобойцем, бурильником. У шахті він захворів на ревматизм, який потім став причиною його передчасної смерті. У Акатуї кайдани не можна було знімати навіть під час сну.
З вересня 1895 року на поселенні в Кургані, Тобольської губернії.

29 жовтня (10 листопада) 1899 року Якубовичі виїхали з Кургана в Казань. Зі зміною обстановки досить швидко одужав.
У 1903 року департамент поліції вже дозволив Якубовичу оселитися в дачній місцевості в Санкт-Петербурзькому повіті, на території міської Пантелеймонівської лікарні для душевнохворих, де він прожив кілька років. На цій підставі, приписаний до названої лікарні, мав право залишитися близько Санкт-Петербурга.
У роки першої російської революції за пропозицією В. М. Фігнер Якубович увійшов до складу Шліссельбурзького комітету — однієї з перших правозахисних організацій в Росії. Був заарештований і провів три тижні у в'язниці «Хрести», де різко погіршився стан здоров'я.